# 翁雷利

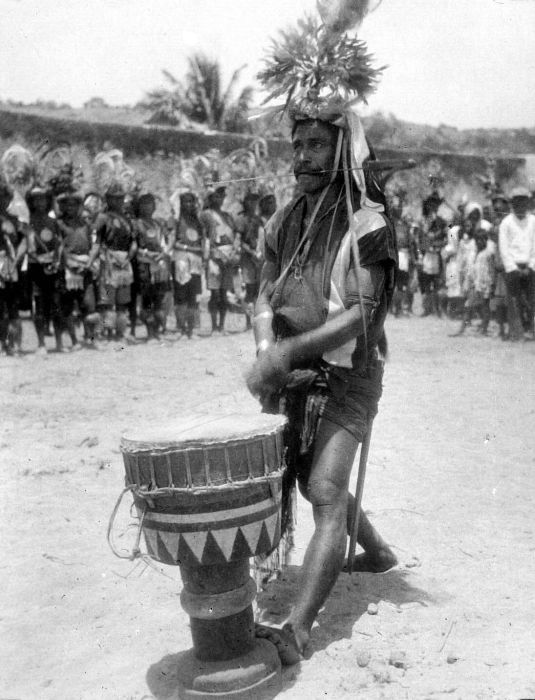
翁雷利的鼓手（1936）

翁雷利（Wonreli）是印度尼西亚马鲁古省的一个城镇，是西南马鲁古县的最大城镇，位于基萨尔岛内。
翁雷利靠近基萨尔岛的西海岸，2010年时有6,652名居民。
2008年9月16日-2012年12月26日曾是西南马鲁古县的实际县治。
约翰·贝克尔·基萨尔机场在基萨尔岛东北海岸。

## 资料来源
1. ↑   (PDF).   [2017-04-11]. （原始内容 (PDF)存档于2014-03-27）. (indonesisch; PDF; 6,0 MB), abgerufen am 26. Januar 2013
2. ↑  Antara news, 17. September 2009, News feature: harmonious relations among Kisar, Timor Leste people 的存檔，存档日期2011-10-08.